# حبيبة (أحياء)

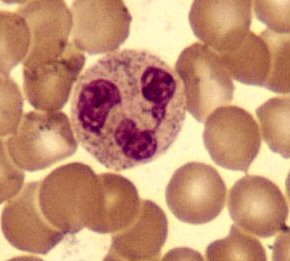

الحبيبات في علم الاحياء (بالإنجليزية : Granule ) هي حبيبات ترى تحت المجهر واضحة توجد في الخلية الحية. تلك الحبيبات قد تحتوي على مواد مخزونة أو عصارات، مثل حبيبات غلايكوجين، وحبيبات دهنية (ليبيد)، وفيريتين يحتوي على الحديد، وصبغات. تعوم تلك الحبيبات في السيتوبلازم ويحيط بالحبيبة غشاء حيوي يفصلها عن السيتوبلازم .ويعنى الحبيبة في الأحياء على الأخص حويصل مفرز.
عندما تـُخرج الخلية حبيبات فيسمى ذلك إفراز Degranulation.

## اقرأ أيضا
- خلية حية